# Cour suprême d'Irak
Pour les autres articles nationaux ou selon les autres juridictions, voir Cour suprême.
Créée par la nouvelle constitution du 15 octobre 2005, la Cour suprême d'Irak ou « Cour suprême fédérale » est la plus haute juridiction du pays.
La Cour suprême d'Irak est à la fois juge de cassation des arrêts pris par les cours fédérales d’appel et le juge de la constitutionnalité des lois et des règlements.
En matière de droit administratif, la Constitution rend la Cour suprême compétente pour tous les contentieux opposant le gouvernement fédéral et les régions, les municipalités ou toutes autres administrations locales. La Cour juge également des recours formés contre les décisions du Président de la République irakienne, le Premier ministre ou l’un de ses ministres. Les recours formés contre des décisions prises par des autorités locales sont, elles, examinées par des cours provinciales.
La Cour suprême est enfin juge électoral pour les élections au parlement irakien (appelé Conseil des représentants) qu’elle est chargée de valider.
La Cour suprême est présidée par le juge Midhat Al-Mahmoud qui a été nommé conformément à la Constitution par un vote du parlement irakien à la majorité des deux tiers des suffrages exprimés.

## Actualité
En novembre 2009, la Cour suprême irakienne a fait parler d'elle en rejetant le veto mis par le vice-président sunnite Tarek al-Hachémi à la loi électorale votée par les députés le 8 novembre, et qui exigeait que le Parlement attribue 15 % des sièges de l'Assemblée notamment aux minorités et aux Irakiens de l'étranger, soit 48 sièges sur 323, contre les 5 % figurant dans le texte actuel.

### Articles liés
- Irak